# Sunda kommuna
Sunda kommuna is een gemeente in het noorden van de eilanden Streymoy en Eysturoy, op de Faeröer. De gemeente omvat de plaatsen Svínáir, Norðskáli, Oyrarbakki en Oyri. Sinds 2005 horen ook de plaatsen Saksun, Haldarsvík, Tjørnuvík, Langasandur, Hósvík, Hvalvík, Streymnes en Gjógv tot de gemeente Sunda.